# Schifferhaus

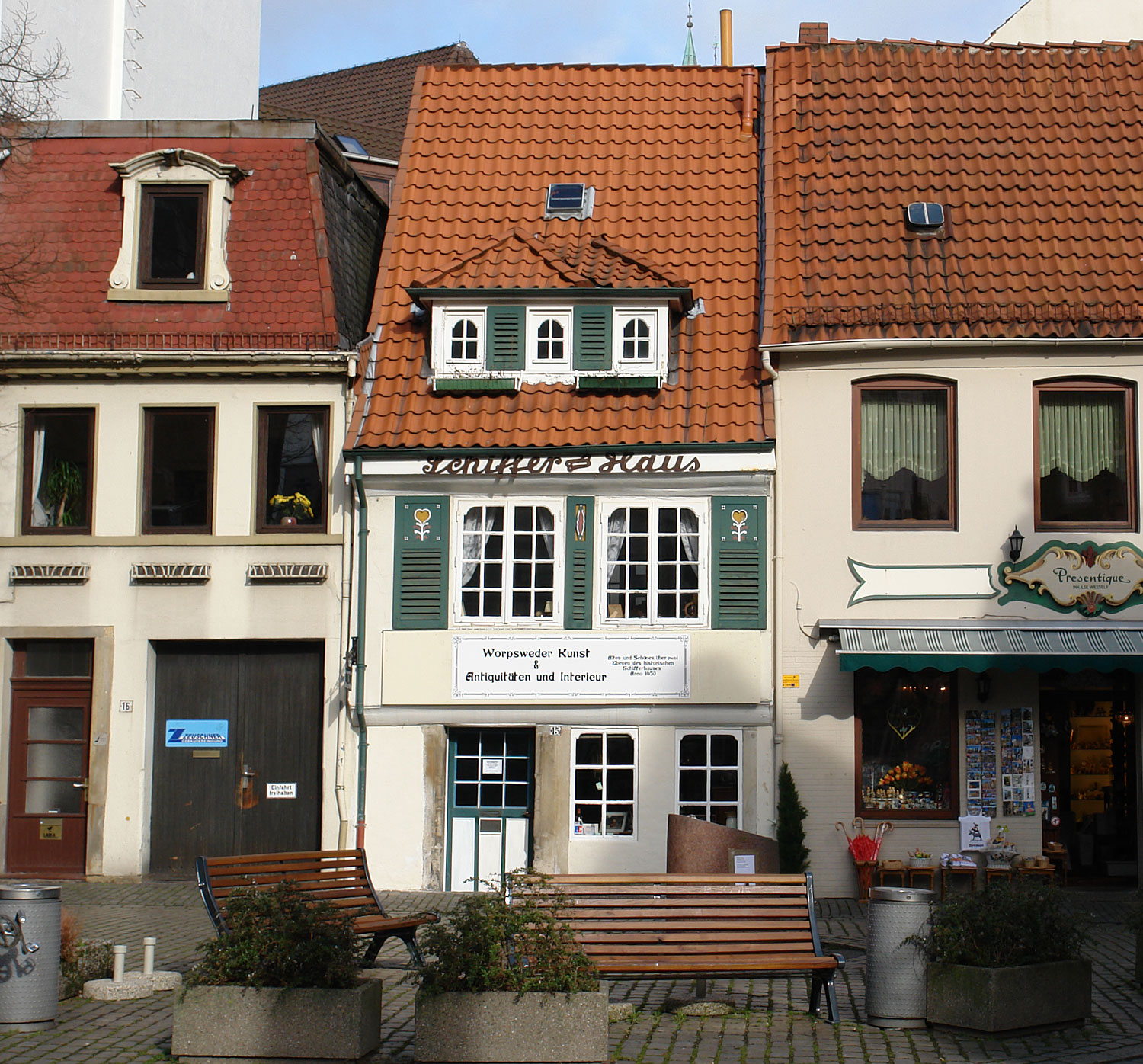
Schifferhaus, 2008

Das Schifferhaus in Bremen - Bremen-Mitte Stavendamm 15, Stadtviertel Schnoor, ist ein bekanntes Haus und erhielt seinen Namen von einem Besitzer, der sich mit der Schifffahrt besonders verbunden fühlte und um 1920 im Erdgeschoss ein Kolonialwarengeschäft eröffnete.

Es war und ist Anziehungspunkt für zahlreiche, auch prominente Besucher (z. B. Hans-Dietrich Genscher). Vor dem Haus befindet sich seit etwa 100 Jahren ein öffentlicher Brunnen.
Das Gebäude steht seit 1973 unter Bremischen Denkmalschutz.
Am Tag des offenen Denkmals ist es in der Regel für die Öffentlichkeit zugänglich.

## Geschichte

### Bauwerk
Das Gebäude wurde 1630 am südlichen Flussufer der Klosterbalge, einem mittelalterlich Nebenfluss der Weser, errichtet und 1750 erweitert. Aus jener Zeit sind noch die Häuser Hinter der Balge 10 (um 1600), Marterburg 27 und 28 (1629) und Lange Wieren 13 (Gasthof zum Kaiser Friedrich, um 1630) sowie die Häuser Schnoor 31 bis 35 (um 1650) erhalten.
Bis heute ist das ursprüngliche Fachwerk erhalten. Einige Balken sind rund 400 Jahre alt. Im Unterschied zu einigen anderen Bauten im Schnoor sind die Zwischenräume des Fachwerks hier mit Steinen ausgemauert. Fachwerkhäuser mit Lehm und Strohdach bildeten über Jahrhunderte die Mehrheit. Wer es sich leisten konnte, mauerte mit Steinen und verwendete Schindeln für das Dach.
Wahrscheinlich war das erste Dach strohgedeckt. Aus der Dokumentation ist die Veränderung des Daches erkennbar. Etwa um 1925 wurde im zweiten Obergeschoss eine Gaube mit drei Fenstern zur Straßenseite hin gebaut. Hier befand sich im 20. Jahrhundert die Schlafstube. Das heutige Dach wurde um 1970 neu eingedeckt.
Ursprünglich hatte das Gebäude eine Grundfläche von rund 28 m² und bestand im Erdgeschoss nur aus einem Raum. 1750 wurde die Grundfläche durch einen rückwärtigen Anbau erweitert und aufgestockt. Das erste Obergeschoss wurde durch überkragende Balken zur Straße hin erweitert, so dass die gesamte Fläche in dieser Ebene größer ist als im Erdgeschoss.
Im Spitzboden sind noch Reste des alten Dachstuhls aus den Anfängen erhalten. In der Küche konnten bis 2012 einige Wandfliesen besichtigt werden, deren Alter auf etwa 200 Jahre geschätzt wird. In der Zeit um 1900 wurde die letzte Freifläche des insgesamt nur 58 m² großen Grundstücks überbaut, so dass seit dieser Zeit eine Wohn- und Nutzfläche von insgesamt rund 125 m² zur Verfügung steht.
Nach dem Anschluss der Kanalisation von 1906, befanden sich die Toilette auf der Diele im ersten Stock und eine Waschgelegenheit im Erdgeschoss. An die Stelle der ehemaligen Balge wurde ein Rohr gelegt, um das im Grundbuch eingetragene Recht zu gewährleisten, das Regenwasser vom rückwärtigen Dach dieses Hauses wie auch der Nachbargebäude über einen städtischen Kanal abzuleiten.
Reste des unterirdischen Ganges im Erdgeschoss wurden vorübergehend als Lagerraum genutzt, wobei die Einfüllöffnung für Kohle oder Kartoffeln an der Straße infolge der Neupflasterung des Stavendamms um 1950 geschlossen wurde.
Im 20. Jahrhundert war die Raumverteilung wie folgt:
- Geschäftsräume im Erdgeschoss
- Wohnbereich mit Küche, Diele und Stube im ersten Stock
- Schlafzimmer und WC im zweiten Stock
- Dachboden als weiterer Raum

Die Zimmerhöhe im zweiten Stock entspricht nicht mehr den heutigen Erfordernissen. Im Sommer 2009 wurde die ehemalige Waschküche wieder als Küche hergerichtet.
Anfang des 21. Jahrhunderts war die Raumverteilung wie folgt dar:
- Geschäftsräume, WC und Küche im Erdgeschoss
- Wohnbereich mit Schlafzimmer, Terrasse, Diele und Stube im ersten Stock
- Dusche und WC sowie Lagerräume im zweiten Stock
- Dachboden als weiterer Raum (Atelier für Künstler)

Bis Ende 2005 waren Bad, Dusche und Zentralheizung, nicht vorhanden. In allen drei Stockwerken befinden sich noch Anschlüsse für Öfen. Verschiedenen Energieträger wie Petroleum, Gas, Kohle und Brennholz kamen zum Einsatz. Bis einschließlich Dezember 2006 wurde das Haus überwiegend mit einem einzigen Kohle- bzw. Holzofen von der Wohnstube aus beheizt; danach wurde eine erdgasbetriebene Zentralheizung eingebaut.

### Geschäftshaus
Im 19. Jahrhundert wurde im Erdgeschoss eine Gastwirtschaft betrieben und in den oberen Stockwerken Übernachtungsmöglichkeiten angeboten. Von 1919 bis in die Mitte des 20. Jahrhunderts war im Haus ein Geschäft für Schiffsproviant, Kolonialwaren und Lebensmittel. Ab Dezember 2005 baute der neue Besitzer eine dreisprachige Internetpräsentation auf, die den Standort des Hauses erneut international bekannt machte und somit zur Tourismus-Werbung beitrug. Nach umfangreichen Renovierungsmaßnahmen und zwischenzeitlicher Nutzung als Spezialgeschäft für hochwertige Glas-Erzeugnisse wurden die Räume im Sommer 2006 für Besichtigungen wieder geöffnet. Von Dezember 2006 bis November 2010 hatte die in Gründung befindliche WeserStrom Genossenschaft Büro und Geschäftssitz in diesem Haus, um Kapitalgeber für das geplante Weserkraftwerk Bremen anzuwerben. Im Winter 2006/2007 fanden im Erdgeschoss Ausstellungen verschiedener Künstler statt, während in den oberen Stockwerken weitere Sanierungsmaßnahmen erfolgten. Von September 2007 bis Januar 2009 bot ein Kunst- und Antiquitätengeschäft in den unteren beiden Stockwerken Gegenstände aus dem Bremer und Worpsweder Raum an. Das bekannte Schiffsbild an der Frontseite wurde vorübergehend durch ein Firmenschild ersetzt. Um den Betrieb als Antiquariats- und Antiquitätengeschäft während der notwendigen Sanierungsarbeiten fortsetzen zu können, wurde ein Internetshop bei Ebay eingerichtet.
Mitte 2010 wurde das Haus an eine Künstlergruppe vermietet, die bisher die Galerie Artemis, Schnoor 15, betrieben hatte. Die Künstler verkauften seit August 2011 Skulpturen, Gemälde, Zeichnungen und andere Kunstgegenstände. Unter dem Namen Künstlerhaus im Schnoor wurde von Juli bis Dezember 2012 von diesen Künstlern eine eigene Galerie betrieben. Im Rahmen dieser Galerie standen die Werke von Sabine Reichelt und Susanne Hayduck im Vordergrund. Im Januar 2013 wurde das Haus zwangsversteigert. Die Künstler, die das Haus bis dahin genutzt hatten, konnten sich mit dem neuen Eigentümer nicht einigen, so dass es nach wenigen Wochen zu einer Schließung kam.

### Privatmuseum
In der Anfangszeit gab es wahrscheinlich eine offene Feuerstelle im Erdgeschoss; ein Nachbau dieser Feuerstelle entstand um 1960, als der Besitzer Theodor Dahle im Erdgeschoss mit zahlreichen Antiquitäten die Nachbildung einer historischen Gaststätte einrichtete. Diese Einrichtung wurde zusammen mit den Wohnräumen der oberen Stockwerke etwa ab 1975 als Privatmuseum gezeigt und blieb bis Ende 2005 weitgehend erhalten. Das bis dahin erhaltene Original-Inventar des Schifferhauses wurde eingelagert und für Forschungszwecke dokumentiert. Eine dreisprachige Internetpräsenz unter der Bezeichnung Museum im Schnoor soll die bisher auf sehr engem Raum dargestellte Wohn- und Nutzungsgeschichte für die Öffentlichkeit darstellen, wobei an die Ideen von Theodor Dahle angeknüpft wurde.
Bis Mitte 2012 blieb das Haus für die Öffentlichkeit zugänglich. Meist fanden am Tag des offenen Denkmals, aber auch zu anderen Anlässen Besichtigungen und Führungen in Deutsch und Englisch statt.

## Bewohner und Eigentümer
1878 kaufte der Gastwirt Heinrich Lohmann das Haus zum Preis von 7.950 Mark.
Von 1906 bis 1919 war das Haus im Eigentum einer Erbengemeinschaft.

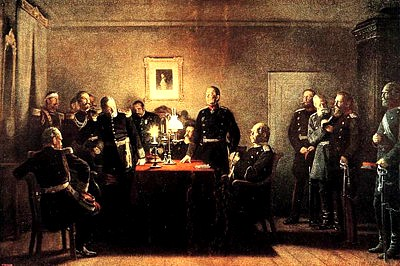
Die Reproduktion eines Gemäldes als Erinnerung an die Schlacht von Sedan und den Sedantag hing im damaligen Wohnzimmer des Hauses von Theodor Dahle

Ab 1919 war Theodor Dahle und seine Frau Johanne Dahle Eigentümer des Hauses. Sie wohnten im oberen Geschoss und betrieb im Erdgeschoss ein Ladengeschäft.
2002/03 verkaufte Wolfgang Loose, seit 1971 Mitinhaber der Schnoor-Bäckerei, das Haus unter der Bedingung, das Inventar müsse unverändert erhalten bleiben. Diese Bedingung war ein privatrechtlicher Vertrag, der nur für den damaligen Käufer unmittelbar verbindlich war. Der weitere Betrieb als Privatmuseum hat sich in den Folgejahren – auch angesichts der geringen möglichen Ausstellungsflächen – als nicht finanzierbar erwiesen. Im Dezember 2005 erwarb der Umweltwissenschaftler Frank M. Rauch das Haus und entwickelte eine Internetpräsenz mit einem virtuellen Museum.
Nachdem das Haus fast 30 Jahre unbewohnt geblieben war, wurden die einzelnen Stockwerke des Hauses seit Herbst 2006 nach Untersuchung auf geschichtlich bedeutsame Spuren und Zeugnisse wieder für Wohnzwecke hergerichtet, ohne allerdings an der ursprünglichen Substanz und dem Charakter der Räume etwas Wesentliches zu ändern. Dabei fanden mehrfach Begehungen und Untersuchungen durch die Denkmalpflege und die Landesarchäologie Bremen statt.

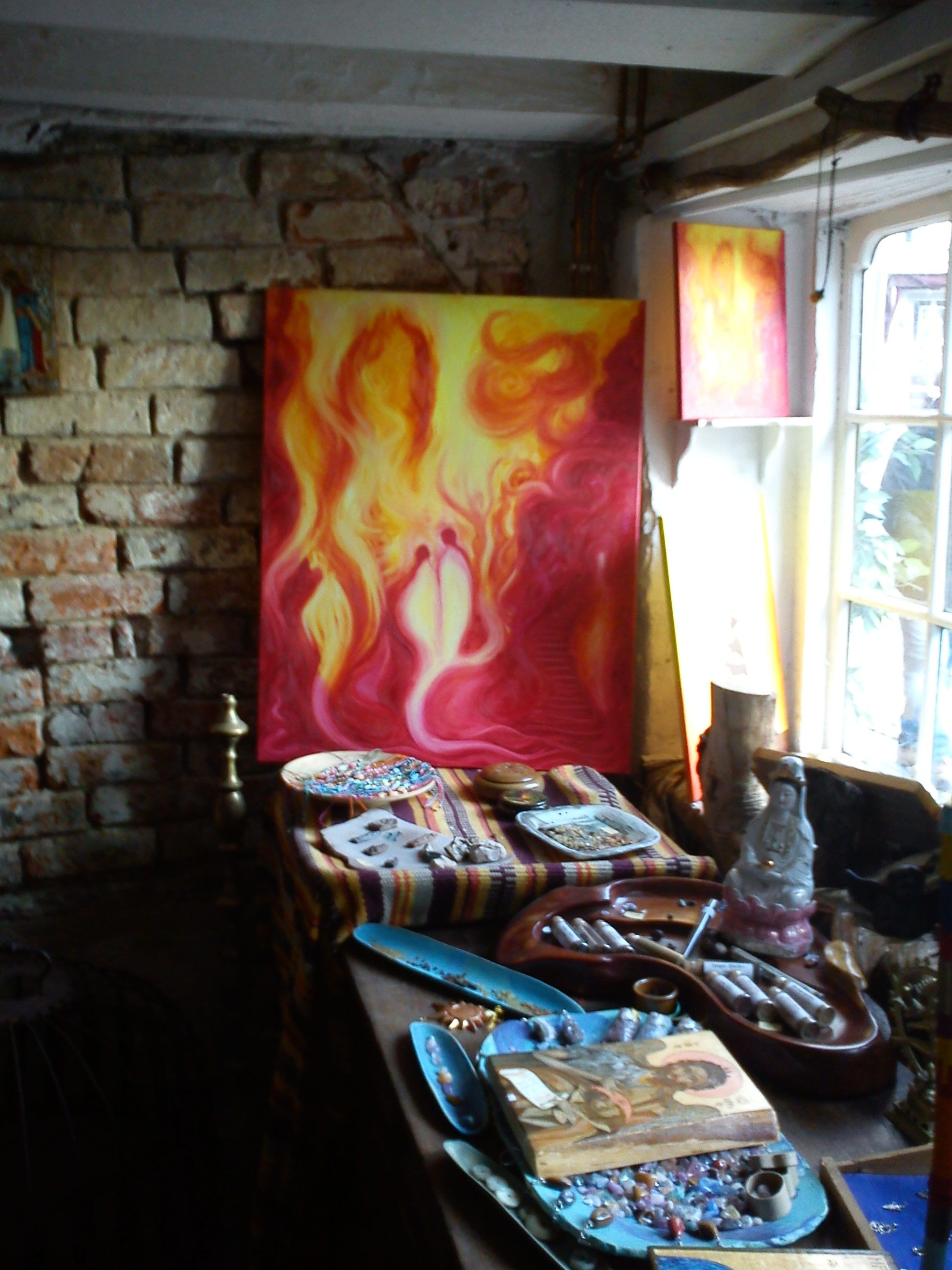
Kunstgalerie im Erdgeschoss 2012

## Legenden um das Haus
Am Stavendamm gab es im Mittelalter die erste öffentliche Badestube (Stave ist Plattdeutsch für „Stube“), die wohl auch Gelegenheit zu anderen Formen von Vergnügungen bot. So wurde berichtet, dass der Bischof von Bremen durch einen unterirdischen Gang vom Dom bis zum Stavendamm heimlich die Badestube besuchte, wobei er einen Ausgang benutzte, der sich im heutigen Schifferhaus befand. Dieser Ausgang wurde vermutlich in der Mitte des 20. Jahrhunderts mit Sand verfüllt, nachdem Teile des unterirdischen Ganges während des Zweiten Weltkrieges (1939–1945) als Lager genutzt worden waren, und mit Brettern abgedeckt.
Wandfarben zum Beispiel unter den alten Tapeten in den oberen Stockwerken lassen vermuten, dass einige Räume des Hauses auch für Bordellbetrieb genutzt wurden. Dies war angesichts der Lage der ehemaligen Gaststätte und Nutzung durch Schiffsleute nicht ungewöhnlich.
Eine neuere Legende ist um eine wertvolle Uhr entstanden, die sich um 1970 im Erdgeschoss des Hauses befand. Hierüber gibt es widersprüchliche Aussagen. So behauptet ein Versicherungsvertreter, es habe sich um eine Standuhr gehandelt. Der Wert der Uhr wurde von einem Besitzer des Hauses auf 10–20.000 Euro geschätzt. Der Nachfolger, der das Haus im Jahre 2002 kaufte, behauptete, die Uhr sei heruntergefallen und dadurch zerstört worden. In der Literatur ist auf Bildern nur eine Wanduhr zu erkennen – also keine Standuhr –, so dass ein Herabfallen wahrscheinlich ist.
Es gab niemals feste Öffnungs- oder Besichtigungszeiten. Besichtigungen waren nur mit Voranmeldung möglich. In zahlreichen Veröffentlichungen und auf Ansichtskarten sind noch Imitationen – zum Teil aus Kunststoff – an der Gebäudefront zu erkennen, die alle aus der zweiten Hälfte des 20. Jahrhunderts stammen (Nachahmung von Ziegelmauerwerk im unteren Bereich, Gemäldekopie im mittleren Bereich).
Hermann Gutmann erzählt in seinem Buch, dass die Eheleute Dahle auch Nachts Proviant an die Binnenschiffer verkauften. Kapitäne die Proviant brauchte, klopfen an das Regenrohr. Dann kam einer der beiden Dahles die Treppe herunter, um den Kunden zu bedienen.